# Salix humboldtiana
Salix humboldtiana là một loài thực vật có hoa trong họ Liễu. Loài này được Willd. miêu tả khoa học đầu tiên năm 1806.

## Hình ảnh

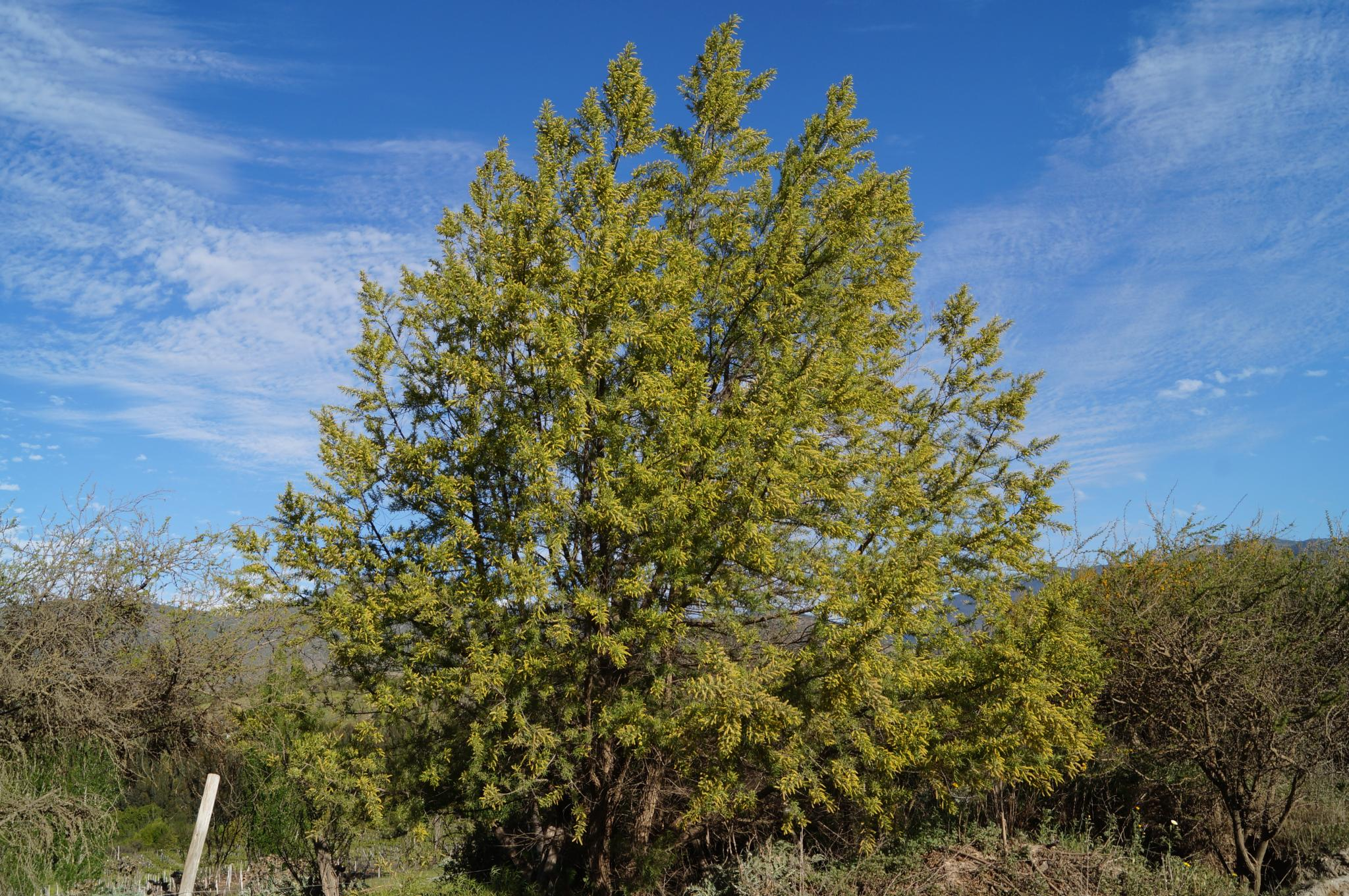
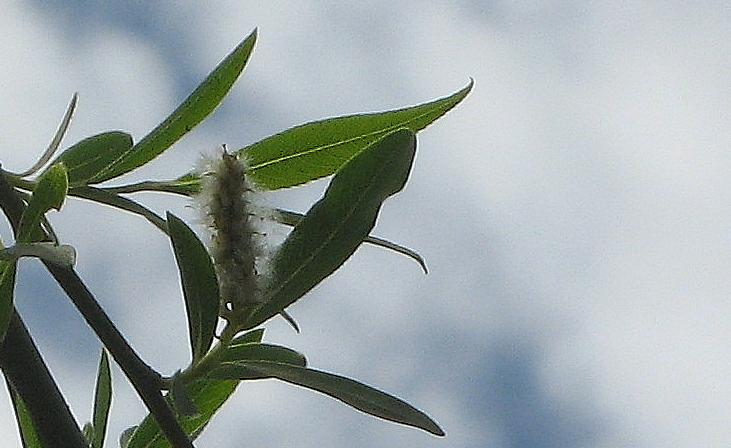
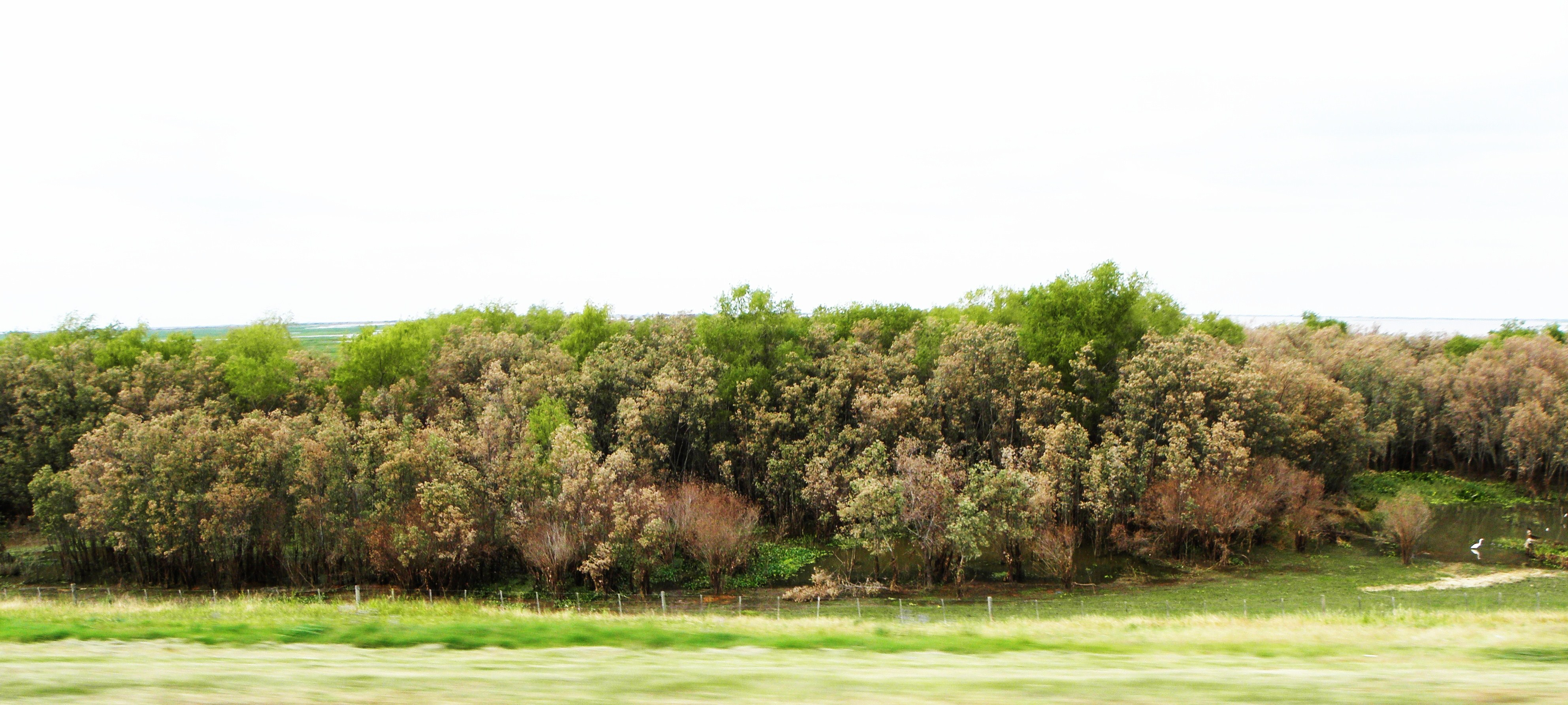